# Bernhard Listemann
Bernhard Friedrich Wilhelm Listemann (* 28. August 1841 in Schlotheim/Thüringen; † 11. Februar 1917 in Chicago) war ein deutsch-amerikanischer Geiger und Musikpädagoge.
Listemann studierte am Leipziger Konservatorium bei Ferdinand David, außerdem war er Schüler von Henri Vieuxtemps und Joseph Joachim. 1867 übersiedelte er mit seinem Bruder Ferdinand nach New York, wo er 1870 Konzertmeister des kurz zuvor gegründeten Philharmonischen Orchesters wurde. 1874 ließ er sich mit seinem Bruder in Boston nieder.
Hier gründete er ein eigenes Streichquartett und spielte die Violine im Klaviertrio mit Ernst Perabo und Adolphe Hartdegen. 1879 gründete er den Boston Philharmonic Club und im Folgejahr das Boston Philharmonic Orchestra, dessen Leiter er bis 1893 war.
Von 1893 bis 1903 war er Violinprofessor am Chicago College of Music. Zu seinen Schülern zählten die Konzertviolinistin J. Abbie Clarke Hogan, der Konzertviolinist Francis MacMillen, der Komponist William Edwin Haesche und der Musikpädagoge Julius Gold. Listemann veröffentlichte eine Violinschule (Study on Violin Playing).

## Quelle
- Friedrich Frick: Kleines biographisches Lexikon der Violinisten: Vom Anfang des Violinspiels bis zum Beginn des 20. Jahrhunderts, 2009, ISBN 3837039072, S. 296–97

| Personendaten    | Personendaten                                   |
| ---------------- | ----------------------------------------------- |
| NAME             | Listemann, Bernhard                             |
| ALTERNATIVNAMEN  | Listemann, Bernhard Friedrich Wilhelm           |
| KURZBESCHREIBUNG | deutsch-amerikanischer Geiger und Musikpädagoge |
| GEBURTSDATUM     | 28. August 1841                                 |
| GEBURTSORT       | Schlotheim, Thüringen                           |
| STERBEDATUM      | 11. Februar 1917                                |
| STERBEORT        | Chicago                                         |